# Papežka Jana

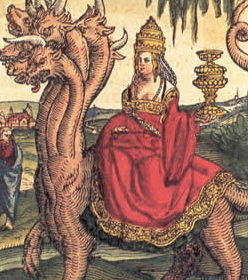
Papežka Jana – leták protipapežské kampaně protestantů (16. století)

Papežka Jana (také La Papessa) byla podle středověké legendy žena, která měla v období 855–857 zastávat papežský úřad. Až do 17. století byla její existence brána jako fakt, současnými historiky a religionisty je však považovaná za fiktivní osobu, jejíž původ lze hledat v anti-papežské satiře.

## Původ legendy
Pravděpodobně jediným hmotným důkazem její existence by mohla být tzv. sedia stercoraria, zvláštní stolička s otvorem, na kterou měl dotyčný papež usednout a jeho mužství mělo být skrze tento otvor potvrzeno. V současnosti je tato stolička součástí Vatikánských muzeí, ale její skutečný účel není znám.
První zmínka o papežce Janě pochází z kroniky Chronographia tripartita sepsané Anastasiem Bibliothecariem, neúspěšným kandidátem na papeže, v roce 875. Tato zmínka se ovšem stěží dá považovat za spolehlivý zdroj. Zpráva o papežce Janě je totiž uvedena pouze v jednom z několika rukopisů této kroniky, jako poznámka na okraji vytržená z kontextu, vepsána rukopisem jiným než autora celého textu, navíc rukopisem, který nese známky písma z pozdější doby odpovídající době zapsání legendy ve 13. století Martinem z Opavy. Proto ji historici nepovažují za důvěryhodnou.
Příběh papežky Jany je znám také z kroniky Chronicon Pontificum et Imperatorum kronikáře Martina z Opavy (†1274), odlišná verze příběhu je citována také ve spise Sedm darů ducha svatého, kterou napsal dominikán Étienne de Bourbon (†1261). Dále je papežka Jana také zmiňována v listu sv. Fótia kaganovi Askoldovi z roku 863. Zmiňoval se o ní např. i Jan Hus na Kostnickém koncilu v roce 1415.

## Teorie vzniku legendy
Církevní historik Caesar Baronius se domníval, že jde o satiru na papeže Jana VIII. (872–882), kterému byla předhazována změkčilost a přílišná mírnost až zženštilost v jednání s exkomunikovaným konstantinopolským patriarchou Fotiem. Podle jiného vysvětlení může jít o satiru na mocnou římskou šlechtičnu Marozii, která v letech 911–931, v době velkého úpadku papežství, dosadila a opět odstranila celkem sedm papežů – mimo jiné také Jana X. a Jana XI.
Jinou teorii představil v 19. století historik Ignaz von Döllinger. Nedaleko Kolosea byla nalezena antická socha ženy s nápisem označujícím, kdo uhradil náklady na její vybudování: „PPP“ (latinská zkratka proprie pecunia possuit – „věnoval vlastní peníze“) a se jménem dárce: „Pap. (snad Papirius) pater patrum“. Pater patrum (otec otců) byl titul velekněze pohanského Mitrova kultu. Archeologové skutečně pod základy nedalekého kostela sv. Klementa v Lateránu odkryli zbytky svatyně boha Mitry.
Nález sochy vnáší světlo do verze příběhu o papežce Janě z pera dominikána Étienne de Bourbon (†1261). Líčí se v něm, že papežka při jedné veřejné akci porodila syna, byla rozhořčeným davem usmýkána a na místě, kde zemřela, byl postaven pomník s latinským nápisem Petre, Pater Patrum, Papisse Prodito Partum (Petře, otče otců, prozraď porod papežky). Možná, že si takto lidová fantazie vyložila latinský nápis v době, kdy socha ještě stála.

## Odraz vkultuře
Filmy
- Papežka Jana (Pope Joan), Velká Británie 1972, režie: Michael Anderson; hrají: Liv Ullmannová, Olivia de Havilland, Lesley-Anne Downová, Franco Nero
- Legenda o Janě (Die Päpstin), Německo, Velká Británie, Itálie, Španělsko 2009, režie: Sönke Wortmann; hrají: Johanna Wokalek (Papežka Jana), David Wenham, John Goodman, Claudia Michelsen, Giorgio Lupano, Franka Potente

Muzikál
- Papežka (Die Päpstin), muzikál Dennise Martina z roku 2011.